# Revolución mongola de 1911
La Revolución mongola de 1911 (Revolución de Mongolia Exterior de 1911) ocurrió cuando la región de Mongolia Exterior declaró su independencia de la dinastía Qing - dirigida por los manchúes durante la revolución de Xinhai. Una combinación de factores que incluyeron las dificultades económicas y la incapacidad de resistir al imperialismo occidental llevó a muchos en China a estar descontentos con el gobierno de Qing. Cuando se dio a conocer un nuevo programa para asentar Mongolia con chinos Han y asimilar a los nativos, se encontró con una resistencia que resultó en una separación relativamente incruenta del Imperio Qing. Muchos jefes mongoles y de Mongolia Interior ayudaron en la revolución y se convirtieron en los líderes de ésta.

## Escenario de Mongolia Exterior

Mongolia exterior dentro de la China durante la dinastía Qing en 1911.

A principios del siglo XX, Mongolia estaba empobrecida. Las repercusiones de la Rebelión de Taiping (1850-1864) fueron las principales responsables de este deterioro económico. La pérdida de ingresos fiscales del sur de China durante la rebelión y los gastos para su represión habían agotado el tesoro de Qing. La plata, en lugar del ganado como era costumbre, se convirtió en el medio principal para pagar impuestos. La principal fuente de plata para los mongoles procedía de préstamos tomados de comerciantes chinos. Estos préstamos, negociados a tasas de interés abrumadoras, se reembolsaron en ganado, que luego se exportó a China. El resultado fue una disminución catastrófica en el tamaño de los rebaños de los que dependía el sustento de los mongoles.
Una economía en desintegración, una deuda creciente y una demanda fiscal cada vez mayor fueron ingredientes del malestar social y político en Mongolia. Sin embargo, fueron los planes de Qing para la transformación de Mongolia Exterior los que produjeron el ímpetu para la rebelión.

## Nueva Administración
La dinastía Qing (1636-1912) fue fundada por el clan manchú Aisin Gioro en lo que es hoy el Noreste de China (también conocido como Manchuria). Ciertamente no fueron las primeras personas no Han en gobernar toda China, pero el destino de las dinastías anteriores (dinastías en la historia china) siempre había sido el mismo: invadieron; ellos gobernaron; asimilaron; y finalmente se fusionaron, convirtiéndose más o menos en chinos. Se hicieron intentos para mantener la cepa manchú étnicamente pura, aunque estos esfuerzos resultaron infructuosos.[cita requerida] Los primeros gobernantes Qing promulgaron varias leyes para aislar a Manchuria de la China propiamente tal (dieciocho provincias) y Mongolia. Hicieron lo mismo con los mongoles: a los chinos han se les prohibió entrar en Mongolia y a los mongoles no se les permitió viajar fuera de sus propias ligas de China.[cita requerida] A los mongoles se les prohibió hablar el idioma chino o casarse con los chinos Han.[cita requerida] Si bien con el tiempo la aplicación disminuyó, las leyes aún permanecían en los libros, recibiendo al menos un cumplimiento simbólico.
Imperialismo occidental en China durante la última parte del siglo XIX cambiaron las prioridades políticas en China. La derrota de Qing por parte de los japoneses en 1895 (Primera Guerra Sino-Japonesa), seguida poco después por la toma alemana de Shantung y la "lucha por las concesiones" que siguió demostraron dramáticamente la insuficiencia de los esfuerzos anteriores de Qing. para resistir a Occidente. La Rebelión de los bóxers y particularmente la victoria de Japón sobre Rusia en 1905, fueron ampliamente interpretadas en China como el triunfo del constitucionalismo sobre la autocracia. Fue entonces cuando las reformas económicas, políticas y militares de gran alcance, conocidas como la "Nueva Administración" o "Nuevas Políticas" (Xin zheng), fueron ordenadas.
En Mongolia Exterior, sin embargo, la Nueva Administración se acentuó de manera bastante diferente. El objetivo no era simplemente la modernización, como sucedía en los territorios chinos Han, sino asimilación cultural. La ocupación rusa de la península de Liaodong en 1898 y luego del norte de Manchuria en 1900 confirmó los temores del gobierno Qing de un diseño ruso más grande en toda la frontera norte de su imperio. Los gobernantes Qing creían que la supervivencia de su estado como una entidad integral dependía de la efectividad de su frontera sirviendo como un "escudo" protector (en el idioma de la época) para China propiamente dicha. Para lograr esto, los pueblos que habitan esta región tendrían que convertirse en chinos.
Entre 1901 y 1910, por lo tanto, el gobierno Qing inauguró un plan expansivo para la colonización china de la frontera y la reorganización de sus gobiernos nativos (aunque la colonización de tierras en Mongolia Interior por parte de los chinos ha comenzado mucho antes). Un decreto de 1910 que abrogaba las antiguas prohibiciones contra los chinos que se establecían en Mongolia Exterior, los matrimonios entre chinos y mongoles y los mongoles que usaban el idioma chino fue el paso final para desmantelar ese muro de aislamiento que los manchúes habían erigido siglos antes.

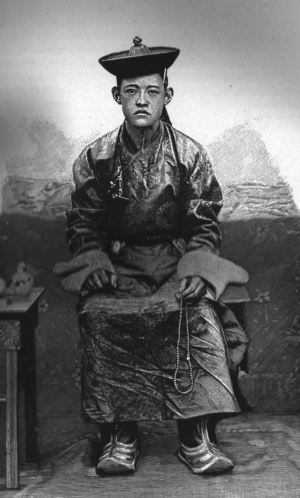
Jebstundamba Khutuktu

A principios de 1910, el gobierno de Qing nombró a Sando (o Sandowa), un mongol en persona y ex vicegobernador de Guihwa, como virrey de Mongolia en la ciudad capital de Urga (moderno Ulán Bator ), para implementar la Nueva Administración. Inmediatamente se dispuso a organizar veinte oficinas para supervisar asuntos tales como el ejército, los impuestos, la policía, el gobierno y el comercio. Se hicieron planes para la colonización de Mongolia con agricultores chinos. En enero de 1911 llegó un teniente coronel Tang Zaili para supervisar la organización de un ejército mongol, la mitad del cual estaría formado por pastores mongoles. Se erigió un cuartel de 400 habitaciones cerca de Urga. Los mongoles vieron en todo esto una amenaza para su propia supervivencia. Su desesperación se reflejó en una petición al gobierno de Qing: "Entre las muchas directivas emitidas repetidamente, no hay ninguna que beneficie a los mongoles. En consecuencia, todos deseamos que se nos permita vivir de acuerdo con nuestras antiguas formas." La arrogancia y brutalidad del personal y la escolta militar de Tang Zaili no ayudaron.

## Resistencia mongol
No más de un mes después de la llegada deSando, estalló una pelea entre algunos lamas (sacerdotes budistas) intoxicados y chinos en un taller de carpintería chino en Urga. Tales incidentes no eran desconocidos en el pasado, pero los funcionarios de Qing los habían reprimido firmemente. Este se desarrolló de manera diferente. Cuando Sando llegó al monasterio de Gandantegchinlin, el principal monasterio de la ciudad, para realizar arrestos, los lamas lo arrojaron a él ya sus tropas con piedras, obligándolos a retirarse. Sando exigió que el Jebstundamba Khutuktu (deletreada diversamente), el líder espiritual en Urga de los mongoles, entrega a un lama particular que se cree que es el cabecilla del incidente. El Khutuktu se negó y Sando lo multó. En respuesta, los mongoles solicitaron al gobierno de Qing que eliminara a Sando, pero sin éxito.
Siguieron otros incidentes, todos subrayando la autoridad disminuida de Sando: un noble menor, Togtokh Taij, con una pequeña banda, con la connivencia de funcionarios mongoles locales saquearon varias tiendas de comerciantes chinos en el este de Mongolia. Sando envió dos destacamentos de soldados para capturar Togtokh. Fueron conducidos a una trampa por su guía mongol; la mayoría fueron asesinados. Los príncipes mongoles se resistieron a proporcionar soldados para el ejército de Sando. Y el príncipe del khoshuun que Togtokh había asaltado rechazó la demanda de Sando de pagar una compensación a los comerciantes chinos saqueados.

## La decisión de independizarse

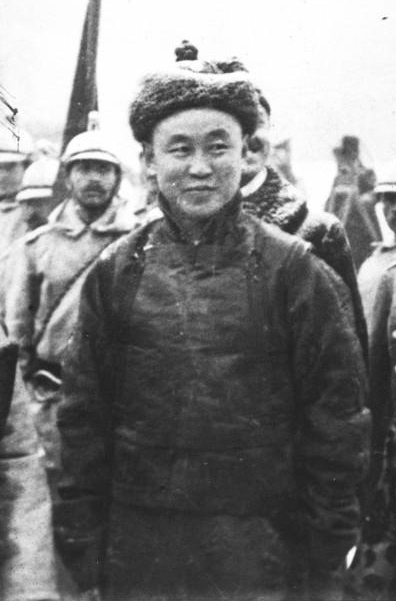
Prince Namnansüren

En la primavera de 1911, algunos prominentes nobles mongoles, incluido el príncipe Tögs-Ochiryn Namnansüren, persuadieron al Jebstundamba Khutukhtu de convocar una reunión de nobles y funcionarios eclesiásticos para discutir la independencia. El Khutukhtu consintió. Para evitar sospechas, usó como pretexto la ocasión de una fiesta religiosa, en la cual los líderes reunidos discutirían la necesidad de redistribuir los impuestos entre los khoshuuns. La reunión tuvo lugar el 10 de julio y los mongoles discutieron si sería mejor someterse o resistir la voluntad de los Qing. La asamblea quedó estancada, algunos abogando por una resistencia total, otros por una resistencia parcial. Dieciocho nobles decidieron tomar el asunto en sus manos. Reunidos en secreto en las colinas a las afueras de Urga, decidieron que Mongolia debía declarar su independencia. Luego persuadieron al Khutuktu para que enviaran una delegación de tres representantes prominentes, un noble secular, un eclesiástico y un funcionario laico de Mongolia Interior, a Rusia para recibir ayuda. La composición particular de la delegación (un noble, un clérigo y un plebeyo) puede haber tenido la intención de dotar a la misión de un sentido de consenso nacional.
La delegación de St. Petersburg trajo consigo una carta firmada a nombre del Khutuktu y los "cuatro khans de Khalkha". Pidió ayuda contra los chinos, incluidas las armas, e insinuó que se necesitarían tropas rusas contra una unidad china que los mongoles creían que en ese momento avanzaba hacia Mongolia. Para lograr un compromiso, los mongoles prometieron concesiones económicas a cambio. La carta en sí no estaba clara en cuanto al tipo específico de relación que los mongoles deseaban establecer con Rusia. Rusia quería incluir a Mongolia Exterior en su esfera de influencia y como un estado amortiguador que ofrecía protección contra China y Japón, pero nunca planeó convertirla en parte de su imperio. El gobierno ruso decidió apoyar, por medios diplomáticos en lugar de militares, no la independencia total de Mongolia, sino la autonomía dentro del imperio Qing. Sin embargo, sí aumentó su guardia consular en Urga para proteger a la delegación que regresaba.
El ministro ruso en Beijing recibió instrucciones de informar al gobierno de Qing que los mongoles habían enviado una delegación a San Petersburgo quejándose de la inmigración china, el fortalecimiento militar y la reorganización administrativa. Afirmó que Rusia no podía dejar de estar preocupada por estos desarrollos, en vista de la frontera común compartida con Khalkha, y advirtió que China tendría que asumir las consecuencias si se ignoraba esta advertencia.

## Independencia

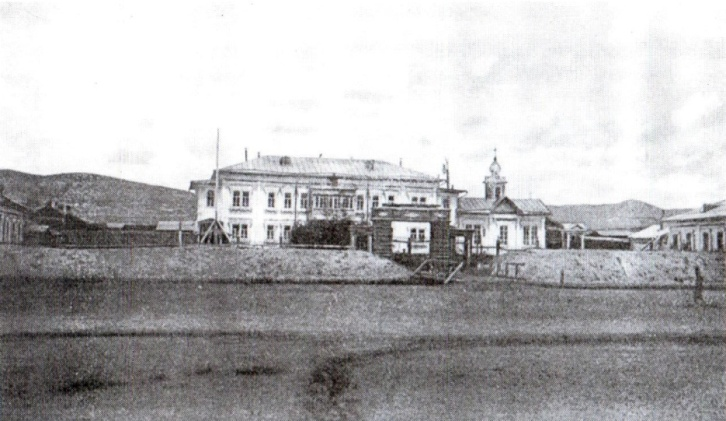
The Russian Consulate in Khüree

La delegación de St. Petersburg trajo consigo una carta firmada a nombre del Khutuktu y los "cuatro khans de Khalkha". Pidió ayuda contra los chinos, incluidas las armas, e insinuó que se necesitarían tropas rusas contra una unidad china que los mongoles creían que en ese momento avanzaba hacia Mongolia. Para lograr un compromiso, los mongoles prometieron concesiones económicas a cambio. La carta en sí no estaba clara en cuanto al tipo específico de relación que los mongoles deseaban establecer con Rusia. Rusia quería incluir a Mongolia Exterior en su esfera de influencia y como un estado amortiguador que ofrecía protección contra China y Japón, pero nunca planeó convertirla en parte de su imperio. El gobierno ruso decidió apoyar, por medios diplomáticos en lugar de militares, no la independencia total de Mongolia, sino la autonomía dentro del imperio Qing. Sin embargo, sí aumentó su guardia consular en Urga para proteger a la delegación que regresaba.
Sando ordenó a los príncipes de Urga que firmaran una declaración de que solo unas pocas personas habían sido responsables de la apelación a Rusia. Los príncipes hicieron tal declaración, pero solo verbalmente. Sando luego ordenó a los mongoles que no tuvieran más contacto con el consulado ruso, amenazando en caso de desobediencia con llevar 500 soldados adicionales a Urga y armar a la población china en la ciudad. Colocó centinelas alrededor del palacio de Khutuktu con órdenes de prohibir a los visitantes rusos. Y envió un contingente de tropas a la frontera ruso-mongol para interceptar a la delegación mongol a Rusia a su regreso.
En ese momento estaban ocurriendo eventos de proporciones sísmicas en China propiamente dicha. El 10 de octubre hubo un levantamiento en Wuchang y había comenzado una revolución contra la clase dominante minoritaria. Una provincia tras otra declaró su independencia de la autoridad Qing. Creyendo que su posición era insostenible, Sando telegrafió al gobierno de Beijing pidiendo permiso para renunciar, pero su solicitud fue denegada. Mientras tanto, la delegación de Mongolia a Rusia regresó en secreto e informó de los resultados de su viaje a un grupo de príncipes y lamas. Ellos compusieron un monumento conjunto al Khutukhtu preguntando qué debería hacer Mongolia en lugar de los levantamientos provinciales. Aconsejó que los mongoles forman un estado propio.
Animado por el apoyo de Khutuktu y por el inminente colapso de la dinastía Qing, se formó el Gobierno Provisional de Khalkha, encabezado por algunos nobles prominentes Khalkha. El 28 de noviembre, el gobierno ordenó a las cuatro provincias (aimag) de Khalkha para movilizar mil soldados cada uno. Casi de inmediato, 500 hombres de los khoshuuns vecinos se habían reunido en Urga. Dos días después, Sando recibió una carta, firmada a nombre de los nobles y lamas de Khalkha, en la que afirmaba que habían oído hablar de un movimiento secesionista en China y que las tropas chinas del "partido revolucionario" se preparaban para marchar sobre Urga desde Mongolia interior. La carta continuaba afirmando que, en vista del beneficio obtenido por los Khalkhas de los Qing en el pasado, el Khutuktu había ordenado la movilización de 4000 tropas para avanzar sobre Beijing para defender al Emperador. Se pidió a Sando que proporcionara provisiones y armas a estos hombres. Le dieron tres horas para responder. No hubo respuesta. Abandonando este delgado engaño, una delegación de nobles y lamas visitó el despacho del amba, y le informó de su decisión de declarar la independencia e instalar al Khutuktu como emperador. Sando suplicó a la delegación. Admitió que lo que había sucedido era el resultado de su propia locura, y prometió recomendar la plena autonomía de Mongolia, pero no la independencia. La delegación respondió secamente que había venido simplemente para transmitir un mensaje, no para debatirlo. Se ordenó a Sando que abandonara el país en 24 horas.
Sando podía hacer poco. Tenía sólo 150 soldados, que en cualquier caso estaban de mal humor debido a los atrasos en los pagos atrasados. Al día siguiente, sus soldados fueron desarmados por milicianos mongoles, así como por cosacos del convoy consular bajo el mando de Grigori Semiónov, futuro Ataman. Sando y su personal se mudaron al recinto del consulado ruso por su propia seguridad.

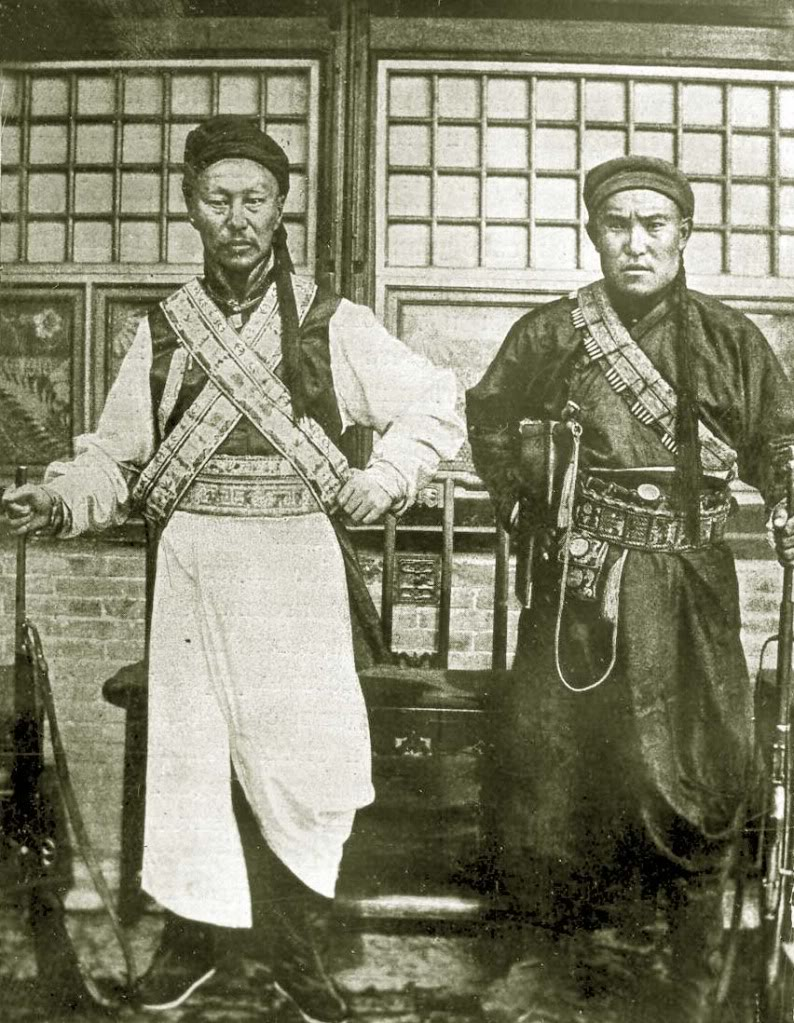
Togtokh and Ja Lama in Khuree

El 30 de noviembre de 1911 los mongoles establecieron el gobierno temporal de Khalkha. El 5 de diciembre, Sando salió de Mongolia con escolta rusa.. La autoridad china en el resto del país colapsó rápidamente después de eso.. Más tarde ese mes o en enero de 1912 (las fuentes difieren) el gobernador militar de Uliastai en el oeste de Mongolia, su personal y guardias militares, partieron pacíficamente bajo la protección de las tropas cosacas. El vicegobernador militar de Khovd, sin embargo, decidió resistir, esperando refuerzos de Xinjiang. Las tropas llegaron demasiado tarde: la ciudad fue rodeada por tropas mongolas y el destacamento de refuerzo fue aplastado. En agosto de 1912, su fortaleza fue superada por las tropas mongolas, y él y su personal fueron escoltados fuera del país por cosacos.
El 1 de diciembre, el Gobierno Provisional de Khalkha emitió una proclamación general anunciando el fin del gobierno Qing y el establecimiento de una teocracia bajo Jebtsundamba Khutuktu. A finales de mes, el 29 de diciembre, el Khutuktu se instaló formalmente como Bogd Khan ("Gran Khan", o "Emperador") del nuevo estado mongoliano. This ushered in Bogd Khan era. Mientras que todos los Barga, Dariganga, Khovd, región de Huvsgul, 26 hoshun s de la región de Ili (oirates de Dzungaria), 24 hoshuns de Mongolia Superior 29 hosnuns, 35 hoshuns de Mongolia Interior 49 hoshuns enviaron declaraciones para apoyar el llamado de Bogd Khan de reunificación de Mongolia, en realidad, sin embargo, la mayoría de ellos fueron demasiado prudentes o indecisos para intentar unirse al régimen de Bogd Khan.
La revolución de Mongolia fue en su mayor parte una transferencia ordenada de poder. Su carácter relativamente pacífico se debió al realismo de las autoridades Qing en Mongolia, y en gran parte a la presencia de tropas rusas, que brindaron protección a estas autoridades y tropas chinas. La situación era diferente en Mongolia Interior. Allí, las autoridades chinas permanecieron en el poder, a pesar de que los activistas mongoles se estaban preparando para unirse a Mongolia Exterior en la independencia. Se sabía que los miembros del Partido Realista pro-Qing apoyaban la independencia de Mongolia Interior, y algunos defendían un estado monárquico que cubriera Manchuria así como Mongolia Exterior e Interior. En particular, Gungsangnorbu, líder del Harqin de Mongolia Interior, entabló estrechos contactos con los japoneses en diciembre de 1911. Él y otros príncipes del interior de Mongolia tomaron préstamos, prometieron los derechos mineros japoneses y recibieron importantes envíos de armas.

## Rol de Rusia

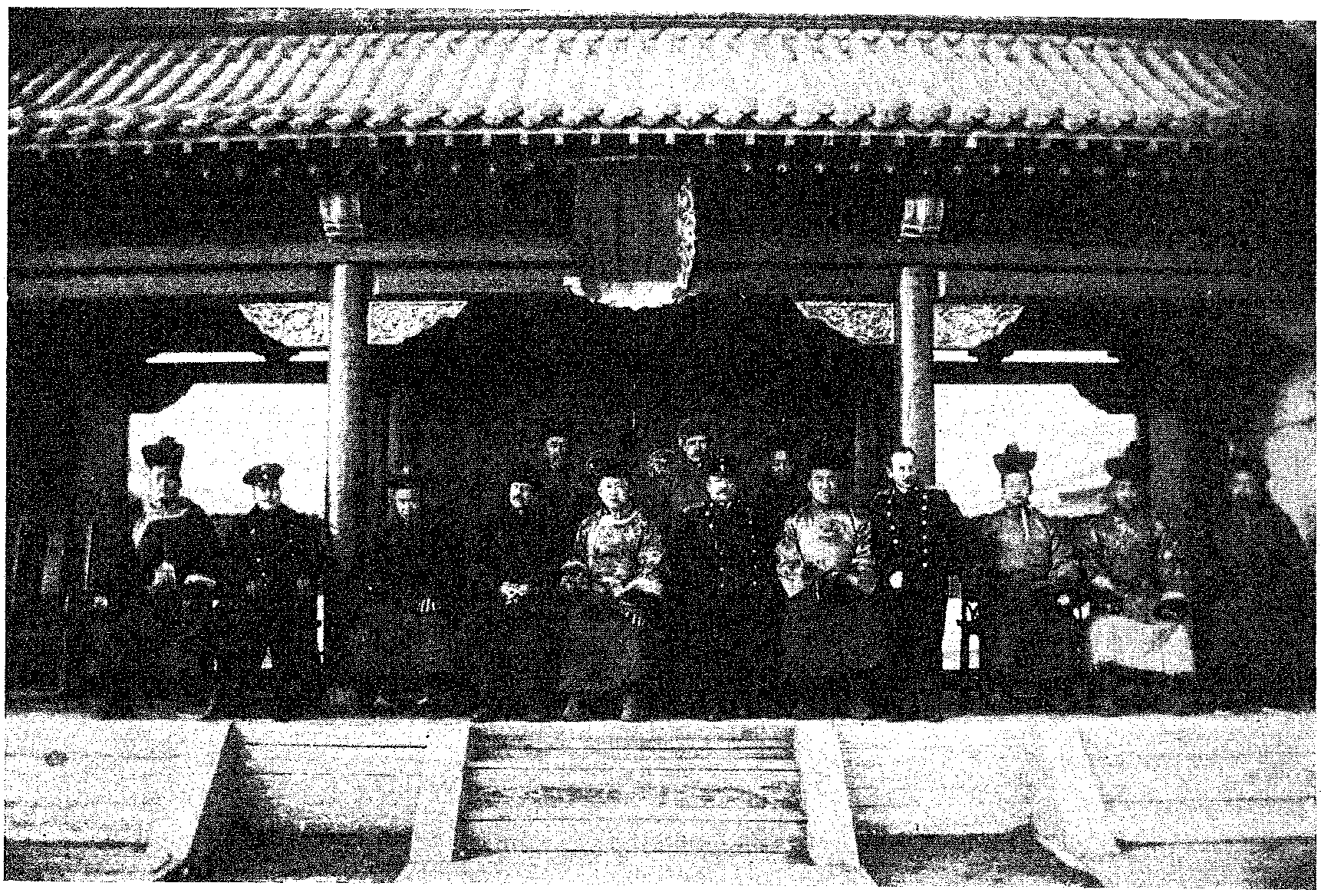
Grupo de funcionarios rusos y mongoles, foto tomada después de la firma del acuerdo ruso-mongol en Urga en noviembre de 1912. Rusia reconoce con cautela la autonomía de Mongolia y obtiene concesiones comerciales.

El papel de los rusos en esta revolución (y más tarde en la revolución de 1921) ha sido controvertido. Especialmente los historiadores chinos han explicado a menudo los acontecimientos de 1911 como producto de "provocaciones y manipulaciones zaristas". Sin embargo, esta conclusión contradice los materiales de archivo de Rusia y Mongolia. El movimiento por la independencia en Mongolia Exterior fue en gran medida la reacción a las nuevas políticas Qing destinadas a asimilar a los mongoles por parte de los chinos han. El gobierno imperial ruso prefirió ver a Mongolia Exterior como un estado amortiguador contra las influencias chinas y japonesas en las fronteras rusas en Siberia, un estado dependiente o autonomía de China. La revolución también reflejó un creciente sentido de nacionalismo por parte de los mongoles, y su deseo de formar un estado nacional, fuerzas políticas y sociales que también estaban trabajando en China en ese momento.

## Principales líderes y figuras de la revolución
- Tögs-Ochiryn Namnansüren - Mongolia exterior
- Da Lam Tserenchimed - Mongolia exterior
- Eighth Jebtsundamba Khutugtu - Mongolia exterior
- Jalkhanz Khutagt Sodnomyn Damdinbazar - Mongolia exterior
- Mijiddorjiin Khanddorj - Mongolia exterior
- Manlaibaatar Damdinsüren - Barga Mongolia, líder militar
- Khatanbaatar Magsarjav - Mongolia exterior, líder militar
- Bayantömöriin Khaisan - Mongolia interior
- Togtokh Taij-Cacique Gorlos de Mongolia Interior, luchó contra los chinos.
- Sumiya beis - Chahar jefe de la región de Ili (Dzungaria), vino de Mong
- Hurleg beis - delegado de los Mongoles superiores
- Udai van - Mongolia interior, escribió la Declaración de Independencia de Mongolia Oriental en 1913.
- Bavuujav - Mongolia interior. Cacique, luchó contra los chinos hasta 1915.